# Mannen som visste för lite
Mannen som visste för lite (engelska: The Man Who Knew Too Little) är en amerikansk spion-komedifilm från 1997 i regi av Jon Amiel. Huvudrollen spelas av Bill Murray. Filmen är baserad på Robert Farrars roman Watch That Man och titeln är en parodi på Alfred Hitchcocks film Mannen som visste för mycket från 1934 och nyinspelningen med samma namn från 1956.

## Rollista i urval
- Bill Murray - Wallace Ritchie
- Peter Gallagher - James Ritchie
- Joanne Whalley - Lori
- Alfred Molina - Boris 'The Butcher' Blavasky
- Richard Wilson - Sir Roger Daggenhurst
- Geraldine James - Dr Ludmilla Kropotkin
- John Standing - Gilbert Embleton
- Anna Chancellor - Barbara Ritchie
- Nicholas Woodeson - Sergei
- Simon Chandler - Hawkins
- Cliff Parisi - Uri
- Dexter Fletcher - Otto
- Eddie Marsan - rånare #1